# ちあきなおみ
ちあき なおみ（1947年〈昭和22年〉9月17日 - ）は、日本の元歌手、元女優。
1992年に夫の郷鍈治と死別して以降、芸能活動を完全に休止し、事実上の引退となった。義兄（郷の実兄）は俳優の宍戸錠、義甥（郷の甥）は宍戸開である。
結婚後東京都内に所有した不動産（ビル）のオーナーではあるものの、実業家として表立って活動しているわけではない。

## 来歴

### 生い立ち
神奈川県生まれ、東京都板橋区育ち。3姉妹の末っ子として誕生し、芸事の好きな母の影響で4歳でタップダンスを習い、5歳の時日劇にて初舞台を踏む。幼いころから歌が好きで、4歳のときから米軍キャンプを回ってジャズを歌う。板橋区立中根橋小学校入学後、小学2年生の時に神奈川県藤沢市辻堂へ転居し、藤沢市立辻堂小学校を卒業、藤沢市立湘洋中学校へ進学する。中学2年生で大田区立大森第三中学校へ転校、中学3年生で新宿区立大久保中学校（現：新宿区立新宿中学校）へ再転校する。

### コロムビア時代
日本コロムビアのオーディションを受け保留となり、作曲家鈴木淳の元で1年4ヶ月レッスンを受ける。デビュー前は橋幸夫やこまどり姉妹の前座歌手を務めていた。1969年、21歳の時「雨に濡れた慕情」で歌手デビューした。デビュー当時のキャッチフレーズは「苗字がなくて名前がふたつ」「魅惑のハスキーボイン」。芸名は、当時のフジテレビのプロデューサー千秋予四夫（せんしゅう よしお）の姓を「ちあき」と読ませ、坂本龍馬の諱（本名）の「直柔」からなおみとした。
作詞家の吉田旺は、デビュー曲のほかに大ヒットとなった「喝采」「紅とんぼ」「冬隣」など数々の曲を作り上げてきた。その後もちあきと親交があるという。
1970年に「四つのお願い」や「X+Y=LOVE」がヒットし、人気歌手となる。同年、「四つのお願い」で『第21回NHK紅白歌合戦』（NHK総合・ラジオ第1）に初出場、以降1977年の第28回まで8回連続出場した。
「四つのお願い」や「X+Y=LOVE」の頃は、いわゆるお色気アイドル路線にて活躍した。『元祖どっきりカメラ』（日本テレビ）や『コント55号の裏番組をぶっとばせ!』（日本テレビ）などのバラエティー番組に出演し、歌手でありながら体当たりな仕事もこなした。
1972年、代表曲となる「喝采」（吉田旺作詞、中村泰士作曲）が第14回日本レコード大賞（TBSテレビ・ラジオ）を受賞し、その年の年末から翌年にかけてオリコン集計で80万枚を売り上げる大ヒットとなる。この曲は当時、ちあきの実体験を元にして作詞されたという触れ込みでプロモーションされたが、実は全くのフィクションであった。実際には前座歌手時代に兄のように慕っていた若手役者が急死した体験を持ち、それと歌詞の内容が偶然似ていたために「実体験」とすることでプロモーションに活かすという戦略をとったといわれている。「喝采」、「劇場」、「夜間飛行」などの楽曲は、歌詞の設定や内容から「ドラマチック歌謡」といわれた。
レコード大賞受賞後も、1973年に「夜間飛行」、1974年に「円舞曲」などのポップス系ヒット曲を発表する一方、演歌では船村演歌ならやってみたいと、1975年に「さだめ川」、1976年に「酒場川」「矢切の渡し」（「酒場川」のB面曲として発表）」、1988年には「紅とんぼ」などの作曲家船村徹の作品を多く歌った。
また、ニューミュージックのアーティストから楽曲提供を受け、1977年に中島みゆきの「ルージュ」、友川かずきの「夜へ急ぐ人」、1978年に河島英五の「あまぐも」、1988年には飛鳥涼の「伝わりますか」などをレコーディングした。「夜へ急ぐ人」は『第28回NHK紅白歌合戦』でも歌われ、紅白の舞台でのちあきの鬼気迫るパフォーマンスが視聴者の度肝を抜き、白組司会の山川静夫は「なんとも気持ちの悪い歌ですねぇ〜」と発言するなど、話題になった。
1976年2月、テレビドラマ『大都会 闘いの日々』（日本テレビ）の第8話として「俺の愛した、ちあきなおみ」（脚本倉本聰、監督村川透）というサブタイトルの作品が放映された。実在する現役歌手がサブタイトルにフィーチャーされること自体異例であり、ちあきの代表曲「喝采」がドラマの内容に深く関わっているものであった。
バラエティー番組への出演も続け、演芸番組では美空ひばりの物まねを本人の前で披露しひばりの爆笑を誘ったり、『欽ちゃんのドンとやってみよう!』では萩本欽一と視聴者からの葉書によるコントを演じたりするなど多才ぶりを見せた。

### 結婚後
1973年、『元祖どっきりカメラ』やドラマ『くるくるくるり』などで共演し交流があった俳優の宍戸錠がちあきに実弟の俳優郷鍈治を紹介、1978年に郷と結婚した。その後郷は俳優を引退。ちあきの個人事務所「セガワ事務所」を設立し、郷が社長兼マネージャー・プロデューサーとなった。ちあきは「ヒット曲を追うのではなく、自分が歌いたい歌にじっくり取り組みたい」としばらくの「充電期間」に入り、以降歌手としてのテレビ出演の機会が減ったが、レコーディングはマイペースながらも精力的に行った。郷は夫婦の生活の基盤として広尾に純喫茶「COREDO」を開店。郷がコーヒーを淹れる喫茶店は業界人の溜まり場となり、ちあきも充電期間中には店を手伝ったこともあった。1980年には、映画『象物語』主題歌の「アフリカのテーマ 風の大地の子守り唄/アフリカン・ナイト」をレコーディング、同映画のサントラ盤にも収録された。1981年10月、ビクターからシャンソンを歌ったアルバム『それぞれのテーブル』が発売された。同年11月4日、新宿ルイードで約3年ぶりにステージに立ち、昔のレパートリーは1曲も歌わず全てシャンソンを歌った。また、この頃は女優としてテレビドラマにも出演した。
1982年、1976年に発売されたシングル「酒場川」のB面に収録されていた「矢切の渡し」が梅沢富美男の舞踊演目に用いられたことで話題になり、日本コロムビアからシングルA面として再発売された。しかし、ちあきが当時ビクターに移籍していたことや、ちあきの当時の活動方針などから翌1983年2月に細川たかし盤が発売された際に廃盤になった。その後、細川盤はミリオンセラーを記録し、第25回日本レコード大賞を受賞した。しかし、有線チャートではちあき盤が1位を独走し、作曲者の船村徹も「なるほどねえ、いいところに目をつけるなと思ったよ。ただ、歌っている姿がおよそ見当もつかない。美声ではあるが細川君の歌い方は一本調子な感じで、ちあき君は観賞用‥細部まできっちりと聴かせる歌だから。正直に言うと細川盤は、楽曲の難しい部分を省略しているので『何だ、これならオレにも歌える』と世間に思わせる歌い方でしたね。‥」とちあきの「矢切の渡し」を評価している。
1983年、ビクター時代唯一のシングル「Again」が発売された。
1980年代前半にはLP『それぞれのテーブル』でシャンソンのほか幅広いジャンルの歌を歌った。『THREE HUNDRED CLUB』ではスタンダード・ジャズを歌い、洋楽のカバー・アルバムもリリースしている。また早くからポルトガルの民族歌謡ファドに関心を示していたといい、自ら歌ったファドを収めたアルバム『待夢』を発表。1986年にはTBSテレビの旅番組の企画でポルトガルを訪問、現地の風土や人々の生活にも触れた。
またこの頃には、本人の演劇性やコミカルな面を活かし、女優やタレントとしての才能も買われ、テレビでの活躍の場を広げた。1987年からの大日本除虫菊「タンスにゴン」のCMシリーズでは、癖のある主婦を演じる。第一作は街角の公衆電話から「いつものところで・・・」と男に怪しい連絡をするバージョン。タンスにゴンを手に座卓の前で泣きじゃくるバージョンのほか、1986年に木野花ともたいまさこが出演し流行語となった「亭主元気で留守がいい」以来のブラックユーモアを引き継ぎ、「これやり出すと長いのよねぇ」「あたしゃ愛より金が好き」など、アクの強い台詞を交えたCMに出演した。中でも自転車に乗った共演者・美川憲一に「もっと端っこ歩きなさいよ」と注意される1990年に放送されたバージョンは話題を呼び、美川の再ブレイクのきっかけにもなった。自動車教習所編（美川憲一と共演）、デュエット編（内田裕也と共演）なども作られ、面白いCMシリーズとして知られた。

### テイチク時代
1988年、テイチクに移籍し、シングル「役者」を発売、約10年ぶりに本格的な歌手活動を再開し、テレビの歌番組に出演するなど精力的な活動を行う。『歌謡パレード'88』（NHK総合）のオリジナルソングとして番組内で歌唱した「紅とんぼ」が話題となり、『第39回NHK紅白歌合戦』（NHK総合・ラジオ第1）に11年ぶりの出場を果たした。1989年1月、母が死去。
水原弘のオリジナル曲をカバーし1991年に発表された「黄昏のビギン」は同年（京成電鉄「スカイライナー」）と1999年 - 2003年（ネスレ日本「ネスカフェ・プレジデント」）、2011年（トヨタ自動車の企業CM ReBORN DRIVE FOR TOHOKU）に、戦後間もない頃に小畑実が歌った曲をカバーした「星影の小径」は1985年（AGF「マキシム・レギュラーコーヒー」）、1992年（ヤナセ「アウディ」）、2006年（キリンビバレッジ「実感」）テレビCMに使われた。
1989年11月には初の舞台作品となるミュージカル『LADY DAY』に主演し、ジャズ・シンガーのビリー・ホリディ役を演じた。ほぼひとり芝居で進行するストーリーでの歌と演技は好評で、翌年も再演された。1991年にも舞台『ソングデイズ』で主演を務めている。 
「かもめの街」や「冬隣」、現時点でのラストシングル「紅い花」などを作曲した杉本眞人は「もっとも尊敬する歌手はちあきなおみ」と語っていた。

### 夫の死と活動引退
しかし、1992年9月11日に夫の郷鍈治が病死。彼が荼毘に付される時、ちあきは柩にしがみつきながら「私も一緒に焼いて」と号泣したという。
その数日後ちあきは、「故人の強い希望により、皆様にはお知らせせずに身内だけで鎮かに送らせて頂きました。主人の死を冷静に受け止めるにはまだ当分時間が必要かと思います。皆様には申し訳ございませんが、静かな時間を過ごさせて下さいます様、よろしくお願いします」という書面のコメントを公表。引退までは明言しなかったものの、これを最後に歌手業を含めた芸能活動を全面的に停止し、公の場には姿を現さず、マスメディアの取材等にも一切応じず、事実上の引退状態となった。郷の死から半年後、義兄の宍戸錠が開いた「郷を偲ぶ会」にも姿を見せなかった。宍戸によれば、その後自身とも全く交流がなくなり、2010年に義姉（宍戸の妻）の游子が死去した折にも連絡はなかったという。
郷は瀬川家（ちあきの実家）に婿入りしており、ちあきの母が眠る瀬川家の墓にともに葬られている。ちあきはその墓のある東京都心の寺の近くにマンションを購入し在住しており、盆・彼岸・月命日には郷の墓参を欠かさないという。

### 活動休止後と再評価
1992年の芸能活動休業後も、毎年のようにベスト盤CDやLP復刻盤、リマスタリング盤などのリリース、既発表LPのCD化、が続いている。2000年に発売された6枚組CD-BOX『ちあきなおみ・これくしょん ねえあんた』は4万セット以上を売り上げ、歌謡曲系のCD-BOXとしては異例のヒットとなった。翌2001年9月には5枚組CD-BOX『The Anthology of NAOMI CHIAKI ちあきなおみ大全集』が発売された。更に2003年に通販のみで発売された10枚（巻）組CD／カセットBOX『ちあきなおみの世界〜うたくらべ〜』も1万セット以上の売り上げを記録した。2008年10月には6曲のライブ未発表曲、未発表ライブ映像のDVD、本人提供の未発表写真集を含めたCD-BOX『歌手―ちあきなおみ―』が発売された。プロデュースを手掛けた東元晃（日本コロムビアで「喝采」などちあきの曲を担当したプロデューサー。のちテイチク社長となる）がちあきを約2年にわたって根気よく口説き、映像を世に送り出すことを含めて了解を得たという。
2005年11月にはNHK-BS2で90分の特集番組『歌伝説・ちあきなおみの世界』が放送された。これは反響を呼び、初回放送を含めてBS2・NHK総合で2007年8月までに計6回放送された。
また、2007年2月にはテレビ東京『たけしの誰でもピカソ』で民放では初となる本格的な特集が組まれ、2008年1月25日にはその続編も放送された。
2009年11月14日には、『歌伝説・ちあきなおみの世界』に次週放送の番組予告・未公開映像素材を追加して、NHK-BS2で『歌伝説 ちあきなおみ・ふたたび』として15分間延長の上、改めて放送された。翌週11月21日には『BSまるごと大全集 ちあきなおみ』が生放送された。この番組は、事前に視聴者からちあきの歌へのメッセージ・リクエストを受け付け、それを基にした楽曲の歌唱映像を2時間にわたり一挙紹介したものである。
2013年11月16日には、NHK総合『SONGS』（第280回）でちあきが特集された。過去の映像とともに船村徹や東元晃の証言を交えた内容で、同番組において長期休業中の歌手が扱われることは極めて異例であった。
デビュー50周年を迎えた2019年の4月17日にはコンセプトアルバム『微吟』が発売されたほか、同年6月16日にはBSテレビ東京で未公開映像などを交えた2時間の特集番組『ちあきなおみ 再び始まる歌姫伝説』が放送された。『微吟』は同年11月、第61回日本レコード大賞企画賞を受賞。売り上げも3万5000枚を超え、ヒット作となった。
ちあきに対する歌手復帰への期待は根強いものがあり、ベスト盤などのCDのリリースや特集番組が放送されるたびに活動再開を待望する声も上がるが、亡夫から「もう無理して歌うことはない」という遺言があったとされ、本人も歌手復帰を期待する声や音楽関係者の説得に応じていないといわれている。彼女の才能を高く評価していた義兄の宍戸錠も復帰を望んでいたが、宍戸は2020年1月18日に死去、その希望はかなわぬままとなった。
2020年8月、元の、そして最後のマネージャーであった古賀慎一郎による評伝『ちあきなおみ　沈黙の理由』（ISBN 4103535415）が新潮社から刊行された。2020年10月にはBS-TBSにて2時間の特集番組『魂の歌！ちあきなおみ 秘蔵映像と不滅の輝き』が放送された。

### 衰えぬ人気「伝説の歌姫」
2021年3月には、2001年9月に発売された『The Anthology of NAOMI CHIAKI ちあきなおみ大全集』が復刻された。人気や注目度は依然として高く、およそ30年にわたって活動再開はおろか公の場に姿さえ見せないことも相まって、「伝説の歌姫」等と称されるに至っている。このためちあきの消息や関係者の証言・回想などが芸能ニュースになることも少なくないが、その沈黙は依然として破られる気配はない。2019年以降、千秋与四夫・宍戸錠・中村泰士・鈴木淳らゆかりの人物が相次いで他界し、ちあきに追悼コメントの依頼もあったようであるが、これに応じた様子はなかった。なおちあき自身はいたって健康だという。古賀によれば、CDアルバムが売れているので（歌唱）印税収入があるほか、アパート経営などもしているため十分生活できるだろう、という。今でもちあきと直接交流がある数少ない人物の一人である東元はちあきについて「彼女は決して世間をシャットアウトしているわけではなく、いまも感受性豊か」だが、本人に歌手復帰の気持ちはもうないだろう、と述べている。
2022年10月には好評であった『微吟』に続く新たなコンセプトアルバム『残映』がリリースされた。ちあきにとっては令和初のアルバムとなった本作だが、好調な初動売上を記録、2022年10月31日付オリコン週間アルバムランキング「演歌・歌謡」ジャンルで初登場1位を獲得した。同日付では前作『微吟』も同2位にランクインし、長期間全く活動していない歌手としては異例の1、2位独占を果たした。デビュー55周年を迎える2024年3月には別音源（1989年レコーディング）の「雨に濡れた慕情」(‘89Ver.)・「喝采」(‘89Ver.)などを収録したコンセプトアルバム第三弾『銀嶺』がリリースされた。『微吟』・『残映』・『銀嶺』と続くこのコンセプトアルバムシリーズは東元の監修による作品である。
衰えぬ人気を受け、特集番組の放送や再放送も増えている。2023年2月にはBS-TBSにて2時間の特集番組『表現者ちあきなおみ　ジャンルを超えた魅惑の歌声』が放送された。2024年5月にはBSテレ東にて2時間の特集番組『ちあきなおみ　デビュー55周年～心を照らす不滅の歌声～』が放送（同年9月23日再放送）、同番組には東元が出演し、ちあきの楽曲や歌唱の特徴について往時の思い出を交えながら語った。更に同年9月16日にはNHKBSの番組『The Covers』にて、NHKアーカイブスに保存されているNHK紅白歌合戦やビッグショー等での本人歌唱映像から11曲をセレクトし、ちあき本人のトークシーンも含めた特集『ちあきなおみ〜NHK秘蔵映像で贈るデビュー55周年〜』（ナビゲーター・語り：リリー・フランキー）が放送された。同番組は反響や再放送リクエストが多かったといい、同年11月1日、翌2025年5月3日にアンコール放送、同年5月10日には企画第二弾として「ちあきなおみⅡ ～NHK秘蔵映像で贈る名曲シリーズ～」（同年07月20日にアンコール放送 ）が放送されている。
2024年6月、55周年を記念し、デビュー日の6月10日に全シングルタイトル曲・全オリジナルアルバム曲332曲にライブ音源を合わせたのべ425曲のデジタル配信を開始した。

## 評価
- ちあきの義兄である宍戸錠は「ちあきの歌の上手さはハンパじゃないんだよ。好き嫌いはあると思うけど、俺は美空ひばりより上手いと思うね。ありとあらゆる流行歌、英語の歌も含めて、ちあきにかなう歌手はいないよ。リズム&ブルースでもゴスペルでもないんだけど、ちあきは心にその二つの精神を持っている。びっくりするぐらい上手い。」と語っている[44][12]。
- ちあきの「育ての親」のひとりである鈴木淳は「ちあきなおみの最大の武器は声だ。張りがあって、ハスキーさがプラスされた独自の声。世界に二つとないようなヴァイオリンにも似た『名器』たる響きがある。」と評価している[7]。
- 作曲家・船村徹はちあきの歌唱力や実力から、昭和の歌謡界を代表する歌手・美空ひばりと対比し（船村はちあきとひばりの双方の楽曲を数多く手がけている）、「美空ひばりとちあきなおみの決定的な違いは、裏声の出るか出ないかだ（ひばりは裏声が出る）」と発言している[45]。
- ちあきの現役時代をリアムタイムで知見していない年代の歌手がちあきの楽曲を披露したり[46]、Z世代の一部からも評価されたりするなど、世代を超えて支持されている[33]。2021年8月、テレビ朝日系列『サンドウィッチマン&芦田愛菜の博士ちゃん』では、当時平均年齢13歳の少年少女を選者とする「昭和の歌姫ベスト20」にて9位にちあきが選出された[47][48]。また、マツコ・デラックス[49]ら著名人のファンも多い。

## ディスコグラフィ

### シングル
| #              | 発売日          | A/B面          | タイトル               | 作詞           | 作曲           | 編曲           | 規格品番       |
| 日本コロムビア | 日本コロムビア  | 日本コロムビア | 日本コロムビア         | 日本コロムビア | 日本コロムビア | 日本コロムビア | 日本コロムビア |
| -------------- | --------------- | -------------- | ---------------------- | -------------- | -------------- | -------------- | -------------- |
| 1              | 1969年 6月10日  | A面            | 雨に濡れた慕情         | 吉田央         | 鈴木淳         | 森岡賢一郎     | SAS-1297       |
| 1              | 1969年 6月10日  | B面            | かなしい唇             | 丹古晴己       | 鈴木淳         | 竹村次郎       | SAS-1297       |
| 2              | 1969年 11月10日 | A面            | 朝がくるまえに         | 吉田央         | 鈴木淳         | 森岡賢一郎     | SAS-1357       |
| 2              | 1969年 11月10日 | B面            | 夜は誰にもあげないで   | 吉田央         | 鈴木淳         | 川口真         | SAS-1357       |
| 3              | 1970年 3月25日  | A面            | モア・モア・ラヴ       | 吉田央         | 鈴木淳         | 森岡賢一郎     | SAS-1396       |
| 3              | 1970年 3月25日  | B面            | 愛の荒野               | 吉田央         | 鈴木淳         | 森岡賢一郎     | SAS-1396       |
| 4              | 1970年 4月10日  | A面            | 四つのお願い           | 白鳥朝詠       | 鈴木淳         | 小谷充         | SAS-1399       |
| 4              | 1970年 4月10日  | B面            | 恋のめくら             | 吉田央         | 鈴木淳         | 森岡賢一郎     | SAS-1399       |
| 5              | 1970年 8月10日  | A面            | X+Y=LOVE               | 白鳥朝詠       | 鈴木淳         | 森岡賢一郎     | SAS-1437       |
| 5              | 1970年 8月10日  | B面            | 想い出なんてほしくない | 悠木圭子       | 鈴木淳         | 小谷充         | SAS-1437       |
| 6              | 1970年 11月10日 | A面            | 別れたあとで           | 白鳥朝詠       | 鈴木淳         | 森岡賢一郎     | SAS-1471       |
| 6              | 1970年 11月10日 | B面            | 変身                   | 白鳥朝詠       | 鈴木淳         | 船木謙一       | SAS-1471       |
| 7              | 1971年 2月25日  | A面            | 無駄な抵抗やめましょう | なかにし礼     | 鈴木淳         | 小谷充         | SAS-1500       |
| 7              | 1971年 2月25日  | B面            | 私をもう一度           | なかにし礼     | 鈴木淳         | 船木謙一       | SAS-1500       |
| 8              | 1971年 6月10日  | A面            | 私という女             | なかにし礼     | 鈴木淳         | 小谷充         | SAS-1534       |
| 8              | 1971年 6月10日  | B面            | 忘れえぬ慕情           | 吉田央         | 鈴木淳         | 森岡賢一郎     | SAS-1534       |
| 9              | 1971年 9月10日  | A面            | しのび逢う恋           | 白鳥朝詠       | 浜口庫之助     | 小杉仁三       | SAS-1564       |
| 9              | 1971年 9月10日  | B面            | たそがれの海辺         | 白鳥朝詠       | 浜口庫之助     | 小杉仁三       | SAS-1564       |
| 10             | 1971年 10月25日 | A面            | 今日で終って           | 阿久悠         | 彩木雅夫       | 小杉仁三       | SAS-1573       |
| 10             | 1971年 10月25日 | B面            | もう忘れましょう       | 阿久悠         | 彩木雅夫       | 小杉仁三       | SAS-1573       |
| 11             | 1972年 2月10日  | A面            | 恋した女               | 阿久悠         | 彩木雅夫       | 小杉仁三       | SAS-1589       |
| 11             | 1972年 2月10日  | B面            | ついて行けないわ       | 村上克子       | 彩木雅夫       | 小杉仁三       | SAS-1589       |
| 12             | 1972年 5月25日  | A面            | 禁じられた恋の島       | 吉田旺         | 中村泰士       | 馬飼野俊一     | SAS-1609       |
| 12             | 1972年 5月25日  | B面            | マニキュアがかわくまで | 吉田旺         | 中村泰士       | 馬飼野俊一     | SAS-1609       |
| 13             | 1972年 9月10日  | A面            | 喝采                   | 吉田旺         | 中村泰士       | 高田弘         | P-183          |
| 13             | 1972年 9月10日  | B面            | 最后の電話             | 吉田旺         | 中村泰士       | 高田弘         | P-183          |
| 14             | 1973年 2月25日  | A面            | 劇場                   | 吉田旺         | 中村泰士       | 高田弘         | P-215          |
| 14             | 1973年 2月25日  | B面            | くせ                   | 吉田旺         | 中村泰士       | 高田弘         | P-215          |
| 15             | 1973年 6月25日  | A面            | 夜間飛行               | 吉田旺         | 中村泰士       | 高田弘         | P-230          |
| 15             | 1973年 6月25日  | B面            | 二年前の秋             | 吉田旺         | 中村泰士       | 高田弘         | P-230          |
| 16             | 1973年 11月25日 | A面            | あいつと私             | 千家和也       | 中村泰士       | 高田弘         | P-323          |
| 16             | 1973年 11月25日 | B面            | 雨の日にきた別離       | 千家和也       | 中村泰士       | 高田弘         | P-323          |
| 17             | 1974年 3月10日  | A面            | 円舞曲                 | 阿久悠         | 川口真         | 川口真         | P-337          |
| 17             | 1974年 3月10日  | B面            | 女の旅                 | 阿久悠         | 川口真         | 川口真         | P-337          |
| 18             | 1974年 9月1日   | A面            | かなしみ模様           | 阿久悠         | 川口真         | 川口真         | P-365          |
| 18             | 1974年 9月1日   | B面            | しゃれた生活           | 阿久悠         | 川口真         | 川口真         | P-365          |
| 19             | 1975年 2月1日   | A面            | 花吹雪                 | 吉田旺         | 都倉俊一       | 都倉俊一       | P-391          |
| 19             | 1975年 2月1日   | B面            | 真夜中                 | 吉田旺         | 都倉俊一       | 都倉俊一       | P-391          |
| 20             | 1975年 6月1日   | A面            | 恋慕夜曲               | 吉田旺         | 浜圭介         | 馬飼野俊一     | P-413          |
| 20             | 1975年 6月1日   | B面            | 誘い水                 | 吉田旺         | 浜圭介         | 馬飼野俊一     | P-413          |
| 21             | 1975年 7月25日  | A面            | さだめ川               | 石本美由起     | 船村徹         | 船村徹         | P-422          |
| 21             | 1975年 7月25日  | B面            | 海郷                   | 石本美由起     | 船村徹         | 船村徹         | P-422          |
| 22             | 1976年 1月1日   | A面            | 恋挽歌                 | 吉田旺         | 浜圭介         | 馬飼野俊一     | P-442          |
| 22             | 1976年 1月1日   | B面            | 口紅えれじい           | 吉田旺         | 浜圭介         | 馬飼野俊一     | P-442          |
| 23             | 1976年 5月1日   | A面            | 女どうし               | 吉岡治         | 川口真         | 竜崎孝路       | P-458          |
| 23             | 1976年 5月1日   | B面            | 雨の日ぐらし           | 吉岡治         | 川口真         | 高田弘         | P-458          |
| 24             | 1976年 10月1日  | A面            | 酒場川                 | 石本美由起     | 船村徹         | 船村徹         | PK-27          |
| 24             | 1976年 10月1日  | B面            | 矢切りの渡し           | 石本美由起     | 船村徹         | 船村徹         | PK-27          |
| 25             | 1977年 4月10日  | A面            | ルージュ               | 中島みゆき     | 中島みゆき     | チト河内       | PK-51          |
| 25             | 1977年 4月10日  | B面            | 帰っておいで           | 中島みゆき     | 中島みゆき     | チト河内       | PK-51          |
| 26             | 1977年 9月1日   | A面            | 夜へ急ぐ人             | 友川かずき     | 友川かずき     | 宮川泰         | PK-75          |
| 26             | 1977年 9月1日   | B面            | 海のそばで殺された夢   | 友川かずき     | 友川かずき     | 宮川泰         | PK-75          |
| 27             | 1978年 2月1日   | A面            | あまぐも               | 河島英五       | 河島英五       | ミッキー吉野   | PK-94          |
| 27             | 1978年 2月1日   | B面            | 視角い故里             | 友川かずき     | 友川かずき     | 岸本博         | PK-94          |
| 28             | 1982年 10月21日 | A面            | 矢切の渡し             | 石本美由起     | 船村徹         | 船村徹         | AH-268         |
| 28             | 1982年 10月21日 | B面            | 別れの一本杉           | 高野公男       | 船村徹         | 船村徹         | AH-268         |
| Invitation     |                 |                |                        |                |                |                |                |
| 29             | 1983年 1月21日  | A面            | Again                  | 大津あきら     | 木森敏之       | 木森敏之       | VIHX-1599      |
| 29             | 1983年 1月21日  | B面            | 冬の道化師             | 大津あきら     | 木森敏之       | 木森敏之       | VIHX-1599      |
| テイチク       |                 |                |                        |                |                |                |                |
| 30             | 1988年 3月1日   | A面            | 役者                   | 荒木とよひさ   | 浜圭介         | 倉田信雄       | RE-828         |
| 30             | 1988年 3月1日   | B面            | 悲しみを拾って         | 荒木とよひさ   | 浜圭介         | 川口真         | RE-828         |
| 31             | 1988年 10月5日  | A面            | 紅とんぼ               | 吉田旺         | 船村徹         | 南郷達也       | RE-860         |
| 31             | 1988年 10月5日  | B面            | 片情                   | 吉田旺         | 船村徹         | 蔦将包         | RE-860         |
| 32             | 1990年 11月21日 | 01             | 色は匂へど             | 伊集院静       | 筒美京平       | 新川博         | TEDA-10031     |
| 32             | 1990年 11月21日 | 02             | キリがないね           | 森浩美         | 中崎英也       | 志熊研三       | TEDA-10031     |
| 33             | 1991年 6月21日  | 01             | 黄昏のビギン           | 永六輔         | 中村八大       | 服部隆之       | TEDA-10071     |
| 33             | 1991年 6月21日  | 02             | 黒い花びら             | 永六輔         | 中村八大       | 倉田信雄       | TEDA-10071     |
| 34             | 1991年 10月23日 | 01             | 紅い花                 | 松原史明       | 杉本眞人       | 倉田信雄       | TEDA-10097     |
| 34             | 1991年 10月23日 | 02             | 百花繚乱               | 水谷啓二       | 倉田信雄       | 倉田信雄       | TEDA-10097     |
| ビクター       |                 |                |                        |                |                |                |                |
| 35             | 1992年 12月16日 | 01             | 星影の小径             | 矢野亮         | 利根一郎       | 倉田信雄       | VIDL-124       |
| 35             | 1992年 12月16日 | 02             | 港が見える丘           | 東辰三         | 東辰三         | 武川雅寛       | VIDL-124       |
| テイチク       |                 |                |                        |                |                |                |                |
| 36             | 2000年 2月2日   | 01             | かもめの街             | ちあき哲也     | 杉本眞人       | 倉田信雄       | TEDA-10468     |
| 36             | 2000年 2月2日   | 02             | 黄昏のビギン           | 永六輔         | 中村八大       | 服部隆之       | TEDA-10468     |
| 37             | 2001年 1月24日  | 01             | 歳月河                 | 新本創子       | 船村徹         | 南郷達也       | TEDA-10492     |
| 37             | 2001年 1月24日  | 02             | ひとりしずか           | 星野哲郎       | 船村徹         | 前田俊明       | TEDA-10492     |

定番ベスト シングルシリーズ (テイチク)
1. 矢切の渡し／紅とんぼ（2005年12月7日／TECA-1039）
2. 喝采／雨に濡れた慕情（2005年12月7日／TECA-1040）
3. 黄昏のビギン／かもめの街（2005年12月7日／TECA-1041）

### アルバム

#### 日本コロムビア
- 四つのお願い あなたに呼びかけるちあきなおみ（1970年7月10日） ※未CD化。
- 愛の旅路を ちあきなおみ　演歌ブルースを歌う（1970年11月25日） ※未CD化。
- 愛は傷つきやすく ちあきなおみ　ヒット・ポップスをうたう（1970年12月10日） ※未CD化。
- ちあきなおみ　オン･ステージ（1971年5月25日、2009年12月23日（CD2枚組））　※1971年2月17日・18日 東京・日劇で収録された実況録音盤。
- 恋と涙とブルース（1972年6月25日）
- もうひとりの私（1972年12月10日、2004年10月20日、2007年10月10日（LP復刻））　※2004年版CDは「もうひとりの私〜ちあき 船村徹をうたう」、2007年LP復刻盤は「もうひとりの私〜船村徹作品集」。
- ちあきなおみ　ON　STAGE（1973年11月25日、2009年12月23日）　※1973年9月1日 東京・渋谷公会堂で収録された実況録音盤。
- 円舞曲（1974年5月25日、2005年4月20日）
- かなしみ模様（1974年11月25日）
- ちあきなおみ　リサイタル（1975年1月25日、2009年12月23日（CD2枚組））　※1974年10月22日 東京・中野サンプラザで収録された実況録音盤。
- 演歌情話（1975年7月25日、2005年4月20日）
- 戦後の光と影 ちあきなおみ、瓦礫の中から（1975年11月25日、2005年4月20日、2007年10月10日（LP復刻））
- 春は逝く（1976年4月25日）
- そっとおやすみ（1976年6月25日）
- ルージュ（1977年7月25日）
- あまぐも（1978年1月25日）

編集盤
- ちあきなおみ・これくしょん ねえあんた（2000年6月20日）　※未発表曲、レア音源を含む6枚組CD-BOX。
- コロムビア音得盤（お・と・く・ばん）シリーズ ちあきなおみ（2003年5月21日）
- ちあきなおみムード歌謡全曲集（2004年8月25日）
- ちあきなおみ・しんぐるこれくしょん（2004年10月20日）　※CD2枚組。
- そっとおやすみ（2005年4月20日）
- ちあきなおみ全曲集（2006年3月22日）
- ドーナツ盤メモリー（2006年6月28日）　※「喝采」のオリジナル音源を収録。
- 決定盤　ちあきなおみ大全集（2006年12月1日）　※CD2枚組。
- ちあきなおみ 昭和こころうた（2007年8月30日）　※CD8枚組＋特典CD1枚セット。CD8枚組全143曲。特典CD1枚はちあきなおみが録音に使用したオリジナル・カラオケ集（全8曲。演奏：コロムビア・オーケストラ）。
- ちあきなおみ・おりじなる（2007年10月10日（LP））　※LP未収録であった「矢切の渡し」を含む。
- ちあきなおみLIVEこれくしょん（2009年12月23日）　※「ちあきなおみ　オン･ステージ（CD2枚組）」・「ちあきなおみ　ON　STAGE」・「ちあきなおみ　リサイタル（CD2枚組）」の3タイトルCD5枚セット。
- ちあきなおみ・でらっくす 〜追憶のなかの20曲〜（2011年3月2日）　※日本コロムビア100周年記念企画。未発表音源「網走番外地」収録。
- BEST★BEST ちあきなおみ BEST（2012年10月17日）　※販売元：キープ株式会社
- ちあきなおみの喝采おぼえてますか、1972年の大晦日に見せた“伝説の歌唱シーン”…。今こそ、ソロヴォーカルの神髄を！（2013年10月23日） ※コロムビア・テイチク共同企画。

#### CBS・ソニー
- 「風の大地の子守り唄」「アフリカン・ナイト」（1980年2月25日、2023年7月3日[50]）
  - 映画「象物語」主題歌。映画サウンドトラック盤に収録。シングル化が見送りとなり、シングル盤は同じくCBS・ソニーから黛ジュンの歌唱で発売された。

#### ビクター
- それぞれのテーブル（1981年10月21日、2007年3月21日（デジタルリマスター版）、2010年5月19日（RE-MASTER VOICE SHM-CD））
- THREE HUNDREDS CLUB（1982年7月21日、2007年3月21日（デジタルリマスター版）、2010年5月19日（RE-MASTER VOICE SHM-CD））
- 待夢（1983年9月5日、2007年3月21日（デジタルリマスター版）、2010年5月19日（RE-MASTER VOICE SHM-CD））
- 港が見える丘（1985年2月5日、2007年3月21日（デジタルリマスター版）、2010年5月19日（RE-MASTER VOICE SHM-CD））※1993年3月24日と2006年5月10日に「星影の小径」と改題の上復刻発売されている。

編集盤
- 日本をもっと愛したい、きれいな歌に出逢いたい…。（2016年7月27日）

#### テイチク
- 伝わりますか（1988年3月1日、2007年10月24日）
- 紅とんぼ ちあきなおみ 船村演歌を唄う（1988年10月5日、2007年10月24日）
- 夜霧よ今夜も有難う ちあきなおみ 石原裕次郎を唄う（1988年12月1日、2011年8月24日）
- 男の郷愁（1989年3月21日、2007年10月24日） ※「矢切の渡し」をセルフカバー。2007年版CDは「ちあきなおみ 男の郷愁」。
- 女の心情（1989年6月21日、2011年8月24日） ※「さだめ川」をセルフカバー。
- 喝采〜紅とんぼ 吉田旺 参分劇（1989年11月21日、2011年8月24日）　※「雨に濡れた慕情」「喝采」「紅とんぼ」をセルフカバー。
- かげろふ〜色は匂へど〜（1990年11月21日、2007年11月21日）
- すたんだーど・なんばー（1991年7月21日、2007年11月21日）
- 百花繚乱（1991年10月23日、2007年11月21日）

編集盤
- 男の友情 ちあきなおみ 船村徹を唄う（1995年5月21日）　※全曲船村徹作曲。「居酒屋『津軽』」をはじめ未発表6曲収録。
- ちあきなおみ大全集〜黄昏のビギン〜（2000年8月23日）　※2枚組CD。
- CHATEAU CHANT 1981（2000年8月23日）　※2枚組CD。「かげろふ〜色は匂へど〜」の全10曲と「百花繚乱」から7曲、「それぞれのテーブル」ほかビクター時代の9曲を収録。
- ちあきなおみ大全集〜黄昏のビギン〜（2001年3月23日）
- The Anthology of NAOMI CHIAKI ちあきなおみ大全集（2002年9月21日、2021年3月17日）　※5枚組CD-BOX。
- RE-MASTER VOICE ちあきなおみ（2002年9月21日）　※2枚組CD。
- ちあきなおみ大全集（2002年10月23日）
- ちあきなおみの世界〜うたくらべ〜（10枚（巻）組CD／カセットBOX＋付録3種）（2003年4月）　※166曲収録。コロムビア・ビクター・テイチク制作。テイチク発売。ユーキャン販売。
- VIRTUAL CONCERT 2003 朝日のあたる家（2003年4月23日）　※未発表ライブ音源5曲を含む。
- VIRTUAL CONCERT 2005 ハンブルグにて（2004年11月24日）　※未発表ライブ音源6曲を含む。
- ちあきなおみ大全集（2005年10月26日）　※2枚組CD。
- 歌手〜ちあきなおみ〜（5枚組ベストCD＋特典DVDつきBOX）（2008年10月22日）　※未発表ライブ音源6曲を含む。SHM-CD仕様。
- ほのぼのと、切なさと、懐かしさと、ちあきなおみの"黄昏のビギン"はあなたの恋する勇気をサポートします。（2013年10月23日）　※コロムビア・テイチク共同企画。
- 微吟（2019年4月17日）アルバムタイトルの読みは「ビギン」。デビューから50年。5年ぶりのコンセプトアルバム。デビュー曲「雨に濡れた慕情」、レコード大賞「喝采」、他に「黄昏のビギン」「星影の小径」、「ねえあんた」から「紅い花」まで全18曲。東元晃監修。
- 残映（2022年10月19日）『微吟』から3年半ぶりのコンセプトアルバム。「伝わりますか」「夜へ急ぐ人」「紅い花」などのほか、歌謡曲カバー「東京砂漠」「夜霧よ今夜も有難う」、シャンソン「ラ・ボエーム」、ファド「秘恋」など全17曲収録。東元晃監修。
- 銀嶺（2024年3月20日）東元晃監修コンセプトアルバムシリーズの第三弾。吉田旺が作詞を手掛けた日吉ミミの楽曲カバー「雪」、千家和也作詞のドラマチック歌謡「男駅・女駅」、別音源の「雨に濡れた慕情」(‘89Ver.)、「喝采」(‘89Ver.)など全16曲収録。

### タイアップ曲
| 年     | 楽曲         | タイアップ                                         |
| ------ | ------------ | -------------------------------------------------- |
| 1970年 | 愛の荒野     | TBS系テレビドラマ「愛の荒野」主題歌                |
| 1983年 | Again        | 松竹映画「時代屋の女房」主題歌                     |
| 1985年 | 星影の小径   | AGF「マキシム・レギュラーコーヒー」CMソング        |
| 1990年 | 色は匂えど   | 関西テレビ・フジテレビ系ドラマ「虹が出た！」主題歌 |
| 1991年 | 黄昏のビギン | 京成電鉄「スカイライナー」CMソング                 |
| 1992年 | 星影の小径   | ヤナセ「アウディ」CMソング                         |
| 1995年 | 紅い花       | 松竹映画「GONIN」主題歌                            |
| 1999年 | 黄昏のビギン | ネスレ日本「ネスカフェ・プレジデント」CMソング     |
| 2006年 | 星影の小径   | キリンビバレッジ「実感」CMソング                   |
| 2011年 | 黄昏のビギン | トヨタ自動車「ReBORN DRIVE FOR TOHOKU」CMソング    |

## 出演

### 映画
- 喜劇 冠婚葬祭入門（1970年、松竹） － バスガイド役
- 象物語（1980年、東宝東和） － 「風の大地の子守り唄」主題歌、「アフリカン・ナイト」挿入歌
- 時代屋の女房（1983年、松竹） － 「Again」主題歌
- 居酒屋兆治（1983年、東宝） － スナック若草 峰子役
- 瀬戸内少年野球団（1984年、日本ヘラルド） － 美代役
- 傷だらけの勲章（1986年、東宝） － 倉田喜枝役
- GONIN（1995年、松竹） － 「紅い花」挿入歌
- 水の女（2001年、日活） － 「雨に濡れた慕情」挿入歌

### テレビドラマ
- 時間ですよ第26話（1970年、TBS）
- おかしな四ッ児（1971年、TBS）
- 金曜劇場（日本テレビ）
  - 恋は初恋（1972年）
  - 恋は大吉（1973年） － 芸者ぼたん役
  - くるくるくるり（1973年 - 1974年） － 後に義兄となる宍戸錠と夫婦役を演じた
- 水色の時（1975年、NHK総合・連続テレビ小説）
- 寺内貫太郎一家2（1975年、TBS・水曜劇場） － 第9話にゲスト出演
- あの手この手お隣りさん!（1977年、テレビ朝日）
- 愛しい女（1980年、日本テレビ） － 芹沢妙子役
- ちょっと噂の女たち・黒田軟骨の女難（1982年、毎日放送）
- 壬生の恋歌（1983年、NHK総合） － おそで役
- 土曜ワイド劇場（テレビ朝日）
  - 松本清張の連環（1983年） － 下島滋子役
  - 結婚 結婚サギ師が手玉にとった5人の女!（1984年）
  - 隠しカメラの人妻（1985年）
- 月曜ワイド劇場（テレビ朝日）
  - 続・女性万引ガードマン（1984年）
  - 冬の京都 旅は道づれ女ざかり
- 火曜サスペンス劇場（日本テレビ）
  - 赤い耳の殺意（1984年） - 主演
  - 松本清張スペシャル・わるいやつら（1985年） － 寺島トヨ役
  - 冷たいのがお好き（1987年) - 司まゆみ役
- 國語元年（1985年、NHK総合・ドラマ人間模様） － 南郷光役
- 妻 愛は迷路（1986年、NHK総合・銀河テレビ小説）
- ある誘拐 母は告白する（1987年、よみうりテレビ）
- 松本清張サスペンス・六畳の生涯（1987年、よみうりテレビ・木曜ゴールデンドラマ）
- かあちゃんは犯人じゃない（1988年、関西テレビ）主演。女優の桃井かおりが強い衝撃を受けたというドラマ
- 親たちの受験期（1989年、フジテレビ）主演
- 透明な糸（1990年、関西テレビ）主演
- 彼女たちの選択（1991年、NHK総合）主演
- 虹が出た!（1 - 8）（1991 - 1992年、関西テレビ・花王ファミリースペシャル）主演

### 音楽・バラエティ番組
- 虹のお祭り広場（1970年、TBS）
- オールスター歌とゲームで大合戦（1972年、フジテレビ）
- 紅白勢ぞろい!!オールスター芸能大会（1973年、日本テレビ）
- 欽ちゃんのドンとやってみよう!（1975年他多数、フジテレビ）
- ビッグショー（1975年3月2日、1976年8月8日、1977年10月16日、NHK総合）
- 8時だョ!全員集合（1977年12月17日他多数、TBS）
- ラブラブショー（1978年、フジテレビ） － 郷と結婚後、夫婦で出演した
- 加山雄三ショー（1988年7月30日、NHK総合）
- NHK歌謡パレード'88（1988年、NHK総合）
- さんまのまんま #186（1989年、フジテレビ）
- 愉快にオンステージ（1989年4月3日、1992年4月、NHK総合）

### テレビアニメ
- ゴルゴ13（1971年、TBS）

### CM
- ジョア （1970年） － ヤクルト本社のヨーグルト飲料。CMソングの歌唱も担当。
- プリマハム（1973年）－ プリマハムの企業CM。
- NEWダイヤトロンF「たっち・おん・ぱ」（1976 - 1977年） － 三菱電機のカラーテレビ。
- タンスにゴン （1987 - 1991年） － 大日本除虫菊（金鳥）の防虫剤。計9作に出演。

### ラジオ
- 歌謡大行進（文化放送）[注 14]

### 舞台
- LADY DAY（初演：1989年、再演：1990年） － ビリー・ホリデイの生涯を演じる一人芝居・ミュージカル。
- ソングデイズ（1991年） － 戦後の日本を舞台に「カルメン」をモチーフとした歌と芝居で構成。

### その他
- みんなのうた（1975年4月 - 5月、NHK） － 「さとうきび畑」（1975年版。2、3、11番）を歌唱[51][注 15]。

### NHK紅白歌合戦出場歴
| 年度/放送回               | 回 | 曲目         | 出演順 | 対戦相手           | 備考                                       |
| ------------------------- | -- | ------------ | ------ | ------------------ | ------------------------------------------ |
| 1970年（昭和45年）/第21回 | 初 | 四つのお願い | 17/24  | デューク・エイセス |                                            |
| 1971年（昭和46年）/第22回 | 2  | 私という女   | 04/25  | 坂本九             |                                            |
| 1972年（昭和47年）/第23回 | 3  | 喝采         | 20/23  | 沢田研二           |                                            |
| 1973年（昭和48年）/第24回 | 4  | 夜間飛行     | 21/23  | 五木ひろし         |                                            |
| 1974年（昭和49年）/第25回 | 5  | かなしみ模様 | 24/25  | 三波春夫           | トリ前                                     |
| 1975年（昭和50年）/第26回 | 6  | さだめ川     | 23/24  | 布施明             | トリ前(2)                                  |
| 1976年（昭和51年）/第27回 | 7  | 酒場川       | 23/24  | 布施明(2)          | トリ前(3)                                  |
| 1977年（昭和52年）/第28回 | 8  | 夜へ急ぐ人   | 21/24  | 布施明(3)          |                                            |
| 1988年（昭和63年）/第39回 | 9  | 紅とんぼ     | 18/21  | 森進一             | 12年ぶりの復帰出場・現時点で最後の紅白出場 |

注
- 対戦相手の歌手名の( )内の数字は、その歌手との対戦回数、備考のトリ等の次にある( )はトリ等を務めた回数を表す。
- 曲名の後の(○回目)は、紅白で披露された回数を表す。
- 出演順は「（出演順) / (出場者数)」で表す。